# Broddbo
Broddbo är en småort i Sala distrikt (Sala socken) i Sala kommun, Västmanlands län (Västmanland).
Broddbo ligger längs Riksväg 70 och Dalabanan, cirka tio kilometer nordväst om tätorten Sala.

## Historia

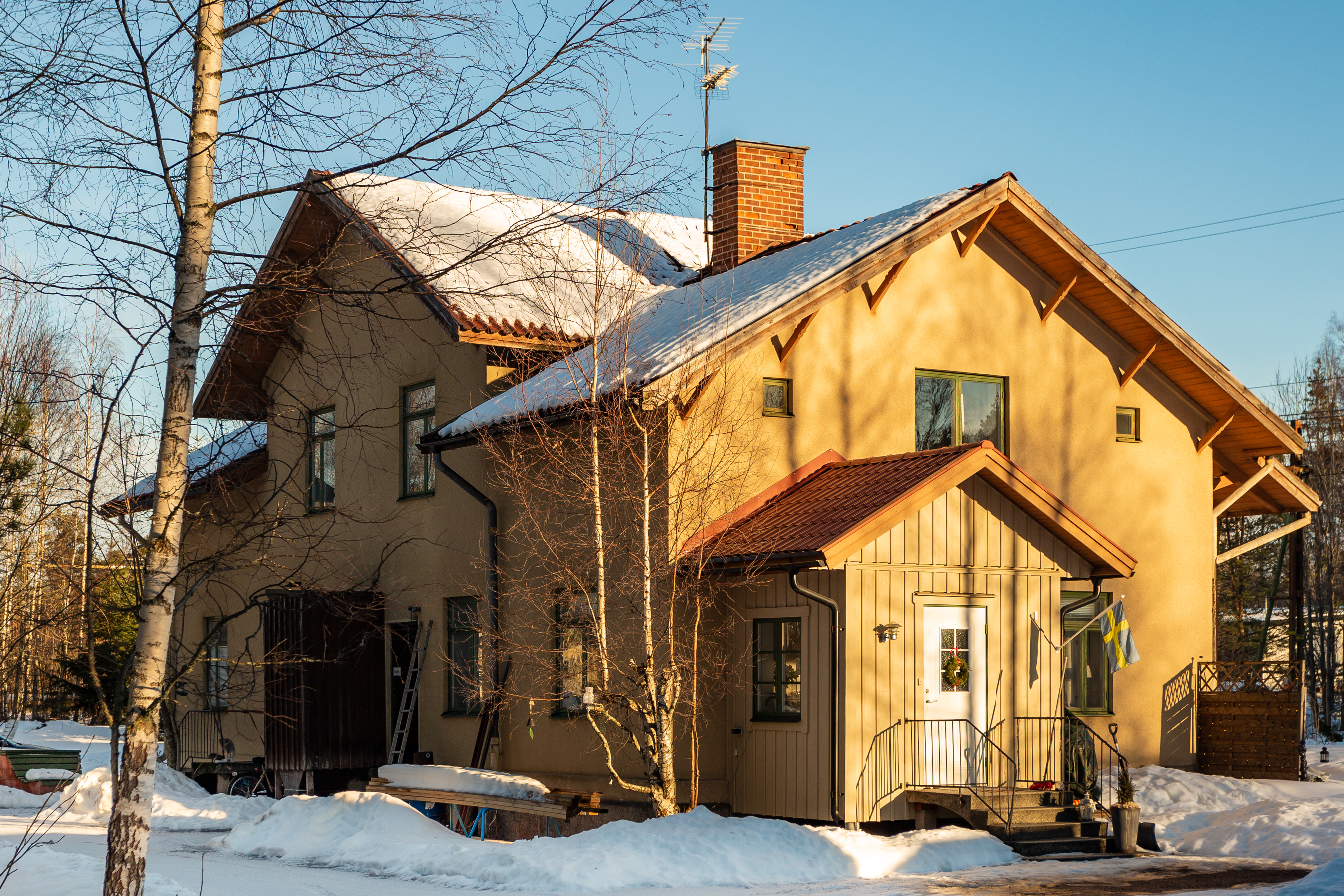
Broddbo före detta järnvägsstation.

1600-talsdokument på Riksarkivet berättar om Nils Larsson Brodde i Sala socken, som bodde i Knuusbo som blev lagt under Wäsby. Sannolikt ursprunget till ortnamnet Broddbo. 
Här anlades 1886 en järnvägsstation efter Norra Stambanan (idag Dalabanan) mot Krylbo och Norrland.  En skjutsstation och sågverk tillkom i samband med detta.